# Karliki
 Karliki – ciąg skalnych odsłonięć w południowo środkowej Polsce w Sudetach Wschodnich, w województwie opolskim, w powiecie nyskim, w gminie Głuchołazy, w Górach Opawskich.
Naturalne odsłonięcie skał znajduje się w środkowo-północnej części Gór Opawskich, na północnym zboczu wzniesienia Bukowej Góry, około 1,0 km w kierunku północno-wschodnim od Jarnołtówka. 
Skały Karliki są grupą skalną odsłaniającą się w postaci sterczących występów skalnych na stromym północnym zboczu Bukowej Góry nad doliną Złotego Potoku na wysokości 460 m n.p.m. Odsłonięcie stanowi wychodnia warstw skalnych na obszarze o długości około 300 m, i szerokości od 50 m do około 120 m. rozciągająca się równoleżnikowo. Tworzą ją warstwy andelohorskie zbudowane z przekładających się kilku typów litologicznych, wśród których najliczniej występują łupki fyllitowe oraz meta szarogłazy, a następnie zlepieńce metamorficzne, szarogłazy wstęgowe i zieleńce. Skały są intensywnie pofałdowane i pocięte dużą ilością żyłek mlecznego kwarcu. Odsłonięte skały są osobliwością stanowiąc atrakcję Jarnołtówka. Wychodnie skał objęte są ochroną jako pomnik przyrody nieożywionej.

## Turystyka
Przez Karliki prowadzi niebieski szlak turystyczny.
- - Pokrzywna - Olszak (453 m n.p.m.) - skały Karolinki - Jarnołtówek - Gwarkowa Perć - Pokrzywna